# Dysdera snassenica
Dysdera snassenica är en spindelart som beskrevs av Simon 1910. Dysdera snassenica ingår i släktet Dysdera och familjen ringögonspindlar. Utöver nominatformen finns också underarten D. s. collina.